# 合宪性
合宪性（英語：Constitutionality）是根据宪法条文判定法律是否有效的条件或法律、法律程序或法律行动是否符合法律或宪法条文的情节。当法律、法律程序或法律行动直接违反宪法任一条文时即违宪（英語：Unconstitutional）。所有其他人都被认为是合宪的，除非有关国家有质疑法律违宪的机制。

## 适用性
由国家立法机关或下级立法机关（例如州/省的立法机关）颁布为法律的行为或法规经违宪审查后可宣布违宪。
然而，政府不仅制定法律，还执行宪法条文。
当有权进行违宪审查的法院确定立法行为或法律与宪法相冲突时，法院会认定该法律违宪并宣布法律全文或部分条文无效。
根据各地法律，违宪审查可以由任何法院进行，或只能由经过特许的宪法法院进行。
在一些国家，立法机关可以出于任何目的制定任何法律且无违宪审查相关条文。这可能是因为该国像英国和新西兰那样实施不成文宪法，或者是虽有成文宪法，但没有条文规定违宪审查，例如荷兰和瑞士。
在许多司法管辖区，最高法院或宪法法院判断对法律或政府官员的行为是否合宪。宪法规定了政府的权力，因此，宪法通常仅适用于政府行为。只有政府有违宪可能，但也可能有个人或组织违宪的例外情节。

## 违宪案例
违宪行为包括：
- 政府官员行使法外特权
- 代表政府非法剥夺国民的自由或权利